# 廣瀨隆太
- 広瀬隆太
- 廣瀬隆太

廣瀨 隆太（ひろせ りゅうた、2001年4月7日 - ）は、東京都東久留米市出身のプロ野球選手（内野手）。右投右打。福岡ソフトバンクホークス所属。

## 経歴

### プロ入り前
慶應義塾幼稚舎1年生の時から野球を始める。慶應義塾普通部在学時は硬式野球のクラブチームである世田谷西リトルシニアに所属していた。
慶應義塾高等学校に進学し、1年秋からベンチ入り。2年春の第90回記念選抜高等学校野球大会では、彦根東との初戦で9回に代打で出場するも凡退し、チームはそのまま敗れた。同年夏の第100回全国高等学校野球選手権記念大会では4番を務めたが、2試合で1安打に留まった。3年夏は神奈川大会4回戦で東海大相模にコールド負けを喫した。高校通算41本塁打。
慶應義塾大学に進学し、1年春からベンチ入り。同年秋と3年秋に一塁手として、3年春に二塁手としてベストナインに選出された。新4年生になる際には主将に就任した。2023年9月1日にプロ志望届を提出した。
4年秋の9月23日、法政大学戦では高橋由伸の持つ東京六大学野球記録に4本差に迫る19本目の本塁打を記録し、さらに10月30日のリーグ最終戦となる早稲田大学戦で20本目の本塁打を記録。
2023年10月20日に行われた2023年ドラフト会議で福岡ソフトバンクホークスから3位指名を受け、11月30日、契約金6000万円、年俸1000万円（金額は推定）で契約合意に達し、12月4日、福岡市内で入団発表会見が行われた。慶應義塾幼稚舎出身では初のプロ野球選手となった。背番号は33。担当スカウトは松本輝。

### ソフトバンク時代
2024年、二軍で打率.250（168打数42安打）、2本塁打、14打点を記録し、5月28日に初めて一軍登録された。同日の交流戦・読売ジャイアンツ戦（東京ドーム）に「7番・二塁手」として先発出場した。6月4日の中日ドラゴンズ戦（バンテリンドーム ナゴヤ）で迎えた17打席目に松山晋也からプロ初安打を記録した。また翌6月5日の同チーム戦で迎えた第2打席目で小笠原慎之介から初適時打、初打点を記録した。6月14日の阪神タイガース戦（みずほペイペイドーム）で伊藤将司から初本塁打（2点本塁打）を放った。

## 選手としての特徴・人物
積極的な打撃スタイルで、豪快なフルスイングから繰り出す長打力が持ち味。
同じ慶應高校、慶應大学出身の柳町達、正木智也ととに「慶応3兄弟」または「慶応トリオ」と呼ばれる。

## 詳細情報

### 年度別打撃成績
| 年 度     | 球 団        | 試 合 | 打 席 | 打 数 | 得 点 | 安 打 | 二 塁 打 | 三 塁 打 | 本 塁 打 | 塁 打 | 打 点 | 盗 塁 | 盗 塁 死 | 犠 打 | 犠 飛 | 四 球 | 敬 遠 | 死 球 | 三 振 | 併 殺 打 | 打 率 | 出 塁 率 | 長 打 率 | O P S |
| --------- | ------------ | ----- | ----- | ----- | ----- | ----- | -------- | -------- | -------- | ----- | ----- | ----- | -------- | ----- | ----- | ----- | ----- | ----- | ----- | -------- | ----- | -------- | -------- | ----- |
| 2024      | ソフトバンク | 35    | 111   | 103   | 9     | 24    | 4        | 0        | 2        | 34    | 9     | 0     | 1        | 0     | 1     | 5     | 0     | 2     | 17    | 6        | .233  | .279     | .330     | .609  |
| 通算：1年 | 通算：1年    | 35    | 111   | 103   | 9     | 24    | 4        | 0        | 2        | 34    | 9     | 0     | 1        | 0     | 1     | 5     | 0     | 2     | 17    | 6        | .233  | .279     | .330     | .609  |

- 2024年度シーズン終了時

### 年度別守備成績
| 年 度 | 球 団        | 一塁  | 一塁  | 一塁  | 一塁  | 一塁  | 一塁     | 二塁  | 二塁  | 二塁  | 二塁  | 二塁  | 二塁     |
| 年 度 | 球 団        | 試 合 | 刺 殺 | 補 殺 | 失 策 | 併 殺 | 守 備 率 | 試 合 | 刺 殺 | 補 殺 | 失 策 | 併 殺 | 守 備 率 |
| ----- | ------------ | ----- | ----- | ----- | ----- | ----- | -------- | ----- | ----- | ----- | ----- | ----- | -------- |
| 2024  | ソフトバンク | 10    | 15    | 0     | 0     | 0     | 1.000    | 34    | 57    | 77    | 2     | 19    | .985     |
| 通算  | 通算         | 10    | 15    | 0     | 0     | 0     | 1.000    | 34    | 57    | 77    | 2     | 19    | .985     |

- 2024年度シーズン終了時

### 記録
初記録
- 初出場・初先発出場：2024年5月28日、対読売ジャイアンツ1回戦（東京ドーム）、「7番・二塁手」で先発出場[16]
- 初打席：同上、2回表に山﨑伊織から遊ゴロ[16]
- 初安打：2024年6月4日、対中日ドラゴンズ1回戦（バンテリンドーム ナゴヤ）、8回表に松山晋也から中前安打[17]
- 初打点：2024年6月5日、対中日ドラゴンズ2回戦（バンテリンドームナゴヤ）、3回表に小笠原慎之介から右前適時打[23]
- 初本塁打：2024年6月14日、対阪神タイガース1回戦（みずほPayPayドーム福岡）、5回裏に伊藤将司から左越2ラン
- 初盗塁：2025年4月15日、対東北楽天ゴールデンイーグルス1回戦（みずほPayPayドーム福岡）、5回裏に二盗（投手：藤井聖、捕手：太田光）[24]

### 背番号
- 33（2024年[13] - ）

### 代表歴
- 2022 ハーレムベースボールウィーク 日本代表
- 2023年 第44回日米大学野球選手権大会 日本代表